# John Singleton
John Daniel Singleton (Los Angeles, 6 januari 1968 – aldaar, 29 april 2019) was een Amerikaans regisseur, producent en scenarioschrijver. Hij ontving in 1992 Oscarnominaties voor zowel het scenario als de regie van zijn debuutfilm Boyz n the Hood. Daarmee werd hij de jongste én de eerste Afro-Amerikaanse regisseur die genomineerd werd voor die prijzen. Doorgaans nam hij minimaal twee taken tegelijk op zich bij het maken van een film, soms meer, zoals in het geval van Poetic Justice, Higher Learning, Shaft en Baby Boy.
Tot de acteurs die Singleton meer dan eens inzette voor zijn projecten behoren Ice Cube, Terrence Howard, Samuel L. Jackson, Laurence Fishburne en Tyrese Gibson.
Singleton trouwde in oktober 1996 met actrice Akosua Busia, met wie hij in maart 1997 dochter Hader kreeg. Hij was toen al vader van dochter Cleopatra. Het huwelijk liep na acht maanden stuk.

## Filmografie
Als regisseur:
- Abduction (2011)
- Four Brothers (2005)
- 2 Fast 2 Furious (2003)
- Baby Boy (2001)
- Shaft (2000)
- Rosewood (1997)
- Michael Jackson: Video Greatest Hits - HIStory (1995, muziek - Michael Jackson)
- Higher Learning (1995)
- Poetic Justice (1993)
- Dangerous: The Short Films (1993, muziek - Michael Jackson)
- Boyz n the Hood (1991)

Als schrijver:
- Baby Boy (2001)
- Shaft (2000)
- Higher Learning (1995)
- Poetic Justice (1993)
- Boyz n the Hood (1991)

Als producent:
- Illegal Tender (2007)
- Black Snake Moan (2006)
- Hustle & Flow (2005)
- Baby Boy (2001)
- Shaft (2000)
- Woo (1998)
- Higher Learning (1995)
- Poetic Justice (1993)